# Love Nikki-Dress Up Queen!
Love Nikki-Dress Up Queen!, aussi appelé Love Nikki, est un jeu mobile free-to-play et la version occidentale du jeu d'origine chinoise Miracle Nikki (奇蹟暖暖, Qíjī nuǎn nuǎn). Il est développé par Papergames et disponible sur IOS et Android. C'est le troisième jeu de la série des Nikki.
Deux shōjo manga adaptés du jeu, de trois volumes chacun, ont été publiés au Japon entre 2017 et 2019.

## Historique de la série desNikki
En 2012, alors que le studio Papergames ne compte que six employés, paraît Nikki UP2U: A dressing story, premier jeu du studio mais également de la série des Nikki. En 2013, il est suivi du jeu Hello Nikki-Let's Beauty Up, aussi appelé Nikki Up2U2: World Traveller[réf. nécessaire]. Love Nikki-Dress Up Queen! est le troisième jeu de la série Nikki, sorti en 2015 en Chine sous le nom Miracle Nikki puis progressivement exporté vers d'autres régions du monde.
La particularité de cette série de jeux est de cibler principalement une audience féminine, ce qui est alors inédit sur le marché chinois. Bien que les jeux précédents aient su trouver leur public en Chine, Love Nikki est le premier jeu de la firme à avoir un réel succès à l'international.
En 2019, le quatrième jeu de la série, Shining Nikki, paraît en Chine, sa parution en Occident et dans la plupart des autres pays du monde ayant lieu deux ans plus tard.

## Trame

### Synopsis
En l'an 672, le Roi Sayet, styliste légendaire, meurt. Il laisse derrière lui ses trois plus grande œuvres, les « Reliques Sacrées ». Commence alors la « Guerre des Neuf Jours », une grande compétition durant laquelle des stylistes de tout Miraland s'affrontent pour obtenir l'héritage du roi. Deux participantes parviennent à tirer leur épingle du jeu : la Princesse Elle du Royaume de la Colombe, qui remporte deux des reliques, et une mystérieuse jeune fille aux cheveux roses, qui disparaît après avoir gagné la dernière relique.
En l'an 676, la Princesse Elle devient reine du Royaume de la Colombe. Elle crée alors la « Légion de la Rose de Fer », un groupe qui cherche à s'emparer des pièces de vêtements de tout le continent.
En l'an 680, Nanari, la reine du Royaume de Lilith décide d'invoquer Nikki, jeune fille douée pour le stylisme et héroïne du jeu, dans l'espoir qu'elle pourra sauver Miraland[réf. nécessaire].

### Univers
Le continent de Miraland est divisé en sept nations, chacune associée à un style particulier. Ainsi, l'Empire Nimbus, la Fédération Verger et le Royaume de la Colombe sont respectivement inspirés de la Chine, de New York — Fédération Verger, traduction choisie pour Apple Federation, fait référence au surnom « The Big Apple » de New York — et de l'Europe du 18e siècle. On trouve également les Terres Désolées, dont les styles sont inspirés de ceux de tribus indigènes, et le Royaume du Nord, dont le thème est celui des vêtements adaptés à une grande froideur. Enfin, deux nations n'ont pas d'équivalent dans le monde réel : le Royaume de Lilith, où les gens portent des tenues dignes d'un conte de fées et l'île Ruinée, un pays à la technologie avancée, construit sur les décombres d'une vielle industrie et dont les habitants s'habillent avec un style particulièrement futuriste[réf. nécessaire].

### Personnages

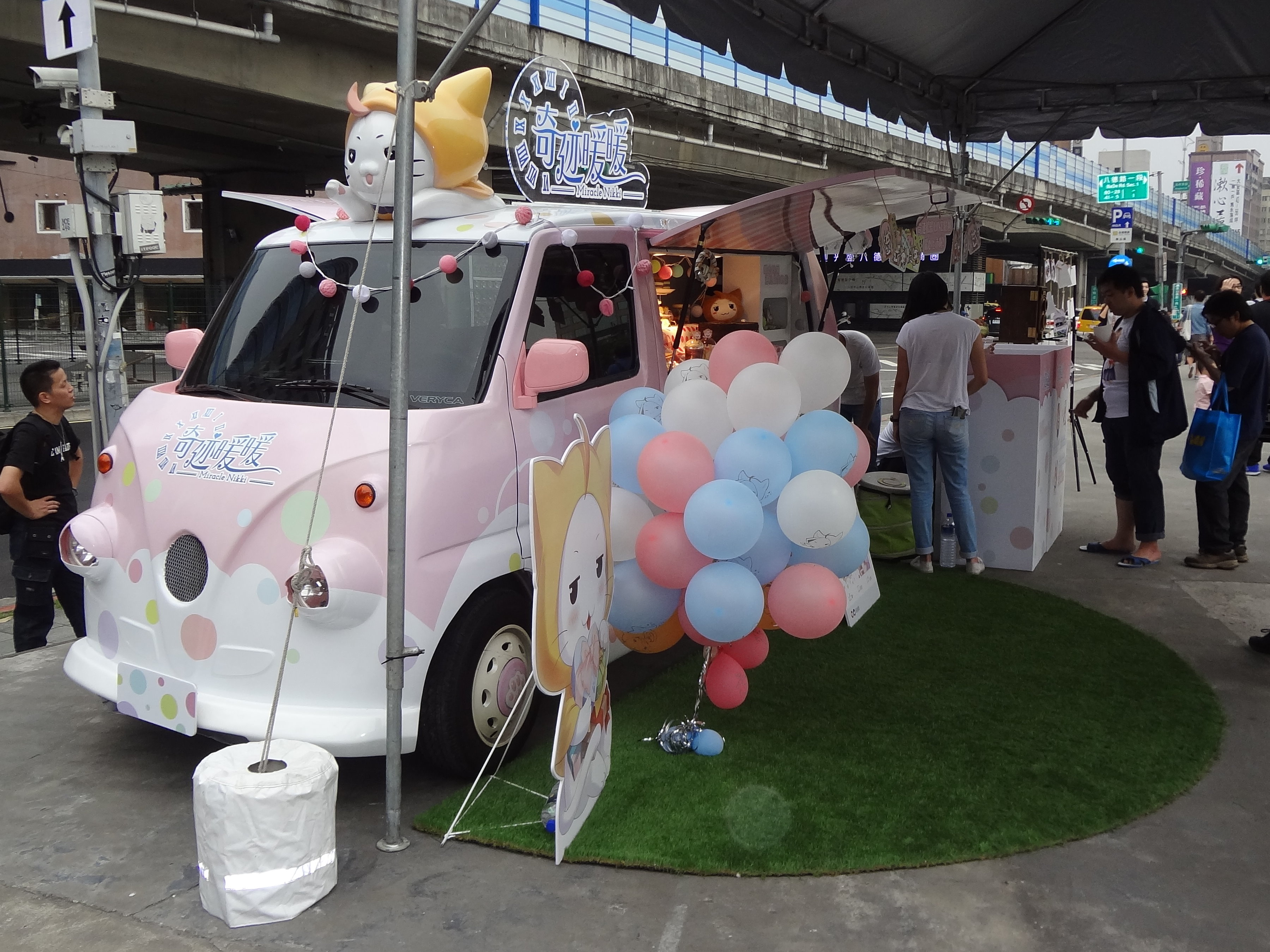
Véhicule publicitaire Miracle Nikki à Taïwan sur lequel on aperçoit Momo.

Le personnage principal est Nikki, jeune fille de 19 ans aux cheveux roses en provenance de la Terre, qui présente une forte ressemblance avec la fille apparue lors de la Guerre des Neuf Jours. Elle est une grande styliste, invoquée à Miraland par la reine du royaume de Lilith. De nature timide, elle prend progressivement confiance en elle. Le Prophète Étoilé a prédit qu'elle sauverait le continent de la Rose de Fer. Nikki est toujours accompagnée de Momo, un petit chat parlant qui adore le poisson grillé. Il est le seul personnage autre que Nikki à être présent dans les autres jeux de la série des Nikki. À son arrivée à Miraland, Nikki rencontre Bobo, une jeune fille du Royaume de Lilith qui devient rapidement sa meilleure amie et l'accompagne ensuite dans son voyage à travers Miraland. Bobo est brune et porte des couettes. Durant leurs pérégrinations, Nikki, Bobo et Momo font la connaissance de nombreux stylistes de talent. Parmi eux, certains ont droit à leur histoire détaille au sein de l'Institut Tisserêve, un bâtiment spécial, ou lors d'événements en jeu. Les rencontres les plus notables sont celles avec Lunar — une beauté de l'Empire des Nuages —, Ace — une épéiste du Royaume de la Colombe et la petite sœur de la reine Elle — et Kimi — la présidente du Groupe Vestimentaire de la Fédération Pommière, toujours vêtue dans un style très élégant[réf. nécessaire].

#### Liste des personnages doublés
Des doublages des personnages sont disponibles en chinois, japonais, coréen et anglais dans certains chapitres du jeu. Les chapitres avec doublage des personnages dépendent des versions et ne respectent pas de logique particulière.

## Système de jeu

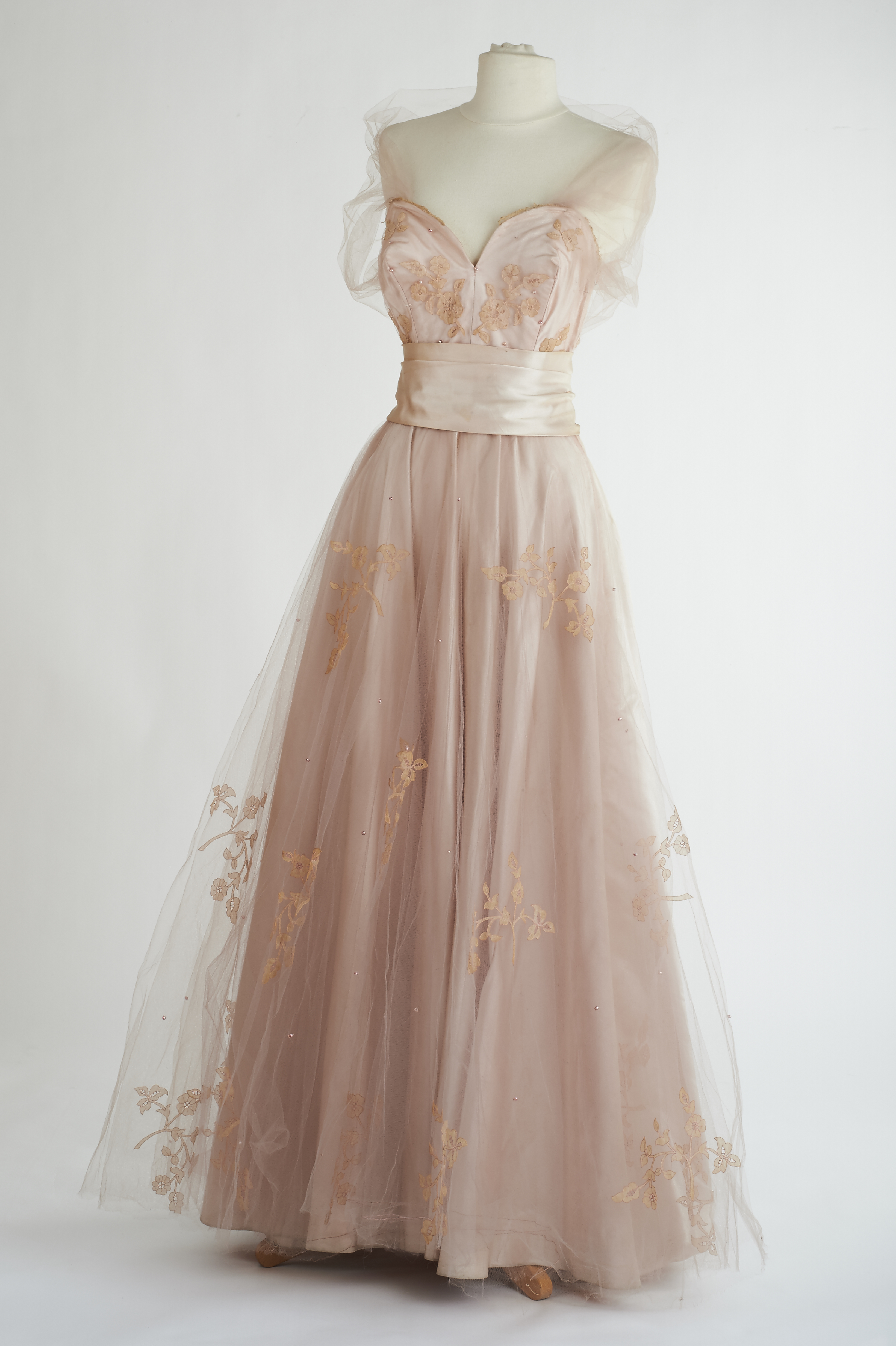
Le jeu permet de choisir les vêtements portés par Nikki.

### Bases
La base du jeu est le système d'habillage, commun avec les autres opus de la série Nikki. Le joueur dispose d'un personnage en deux dimensions, Nikki, dont il peut librement changer les vêtements et la coiffure. Ces vêtements s'obtiennent en progressant dans le jeu ou lors d'événements spéciaux. En incluant l'ensemble des accessoires et éléments d'arrière-plan disponibles, le total des objets de la « garde-robe » dépasse les vingt mille.
Certains vêtements s'obtiennent par le biais du système de « confection », qui consiste à collecter des vêtements précis, qui serviront de matière première à la confection du nouvel habit. Il est également possible d'« évoluer » certains habits lorsqu'ils sont possédés en quantité suffisante,.
L'avancée du scénario se fait par le biais de « combats de stylisme » entre Nikki et des personnages non-joueurs. Lors de ces affrontements, Nikki, habillée par le joueur, et son adversaire sont jugés sur différents critères tels que « splendeur », « élégance » ou encore « fraîcheur ». Il est également possible d'affronter un personnage habillé par un autre joueur lors des « combats d'arène », à part du scénario principal,,.
Outre ces confrontations dont le résultat est déterminé par un algorithme, un système de « concours » a lieu tous les quatre jours, le concours dure de 5h le premier jour et se termine à 23h59 le troisième jour (server time), dans lequel ce sont les joueurs qui se jugent entre eux sur un thème commun,.

### Événements
Régulièrement, des événements apparaissent et permettent d'obtenir des vêtements spéciaux durant une durée limitée. La majeure partie de ces événements prennent la forme de gacha, appelés « pavillons » dans le jeu. Pour collecter les différentes parties de tenues exclusives, il est nécessaire d'investir des « diamants », l'une des monnaies du jeu. Ceux-ci s'acquièrent naturellement dans le jeu avec le temps, mais en faibles quantités, ou en échange d'argent réel.
Dans certains événements apparaissent également des collaborations avec d'autres marques, comme Hatsune Miku ou La Reine des Neiges.

## Les différentes versions du jeu selon la région

Version japonaise du logo du jeu Miracle Nikki.

Le jeu s'est progressivement exporté à travers le monde, avec des éditeurs différents. La principale différence entre les différentes versions est le nombre de mises à jour qui y ont été effectuées et les événements qui y ont eu lieu.
| Région                   | Nom                           | Nom anglais                   | Dates                                                       | Éditeur                    |
| ------------------------ | ----------------------------- | ----------------------------- | ----------------------------------------------------------- | -------------------------- |
| Chine                    | Qíjī nuǎn nuǎn 奇迹暖暖       | Miracle Nikki                 | Sortie : 20 mai 2015[réf. nécessaire]                       | Tencent Games              |
| Taïwan, Hong Kong, Macao | Qíjī nuǎn nuǎn 奇迹暖暖       | Miracle Nikki                 | Sortie : 9 août 2016                                        | Joybomb Hong Kong Ltd.     |
| Viêt Nam                 | Ngôi Sao Thời Trang           | Fashion Star                  | Sortie : 21 février 2016                                    | 360mobi                    |
| Corée du Sud             | aileobeuniki 아이러브니키     | I Love Nikki                  | Sortie : 3 juillet 2016                                     | KAKAO & PATI Games         |
| Japon                    | Mirakuruniki ミラクルニキ     | Miracle Nikki                 | Sortie : 8 décembre 2016                                    | Nikki Games                |
| Asie du Sud-Est          | Miracle Nikki                 | Miracle Nikki                 | Sortie : 8 janvier 2017 Arrêt du service : 31 décembre 2019 | 360mobi                    |
| Occident                 | Love Nikki-Dress Up Queen!    | Love Nikki-Dress Up Queen!    | Sortie : 20 avril 2017                                      | Elex Technology            |
| Thaïlande                | ni kkī̂ mh̄ạṣ̄crry̒ นิกกี้มหัศจรรย์    | Wonderful Nikki               | Sortie : 11 mai 2017 Arrêt du service : 25 juin 2022Juin    | 360mobi & VNG Games Studio |
| Indonésie                | Love Nikki - Dress Up Fantasy | Love Nikki - Dress Up Fantasy | Sortie : 1er août 2018                                      | Elex Technology            |

## Accueil
Love Nikki-Dress UP Queen! a dépassé les 100 millions de téléchargements dans le monde,. En outre, le jeu est parvenu à se construire une fanbase conséquente,. La série des Nikki est devenue le plus grand succès des jeux d'habillage et s'est imposée comme référence du genre,.
En Chine, le jeu atteint le sommet du classement des téléchargements gratuits de l'App Store chinois le jour de son ouverture au public. Le départ du jeu sur Android aux États-Unis est assez difficile et il met plus d'un mois à atteindre le top 500 des applications les plus téléchargées du pays. Toutefois, deux mois plus tard il fait partie du top 100 des applications les plus téléchargées au Royaume-Uni. Sur IOS, les classements fluctuent beaucoup. Le jeu parvient cependant à obtenir un succès similaire.
Grâce à son succès, Love Nikki s'est exporté dans trente pays et régions. Le succès de Love Nikki en Europe et aux États-Unis n'était pas garanti, car la conception du jeu est d'abord pensée pour les joueurs asiatiques. De plus, le marché occidental ne connaissait jusque là que des jeux d'habillage basiques. Love Nikki a été le premier jeu de ce genre à introduire une dimension de jeu de rôle et une histoire plus aboutie.
Le jeu reste devant ses concurrents directs avec 1,6 fois plus de téléchargements aux États-Unis que son premier concurrent, Covet Fashion en 2018.

### Critiques
Des plaintes s'élèvent régulièrement de la part des joueurs contre les montants importants d'argent à débourser pour pouvoir obtenir toutes les récompenses de certains événements,.

## Spécificités du jeu

### Modèle économique
Bien que jeu soit gratuit, certaines tenues ne sont obtenables que par « rechargement », ce qui consiste à dépenser entre 1,09 € et 109,99 € pour obtenir à la fois des « diamants » et des tenues exclusives au rechargement. Les diamants peuvent être obtenus gratuitement au terme de longs efforts, mais le jeu joue sur la frustration pour pousser les joueurs à dépenser leur argent.
Les principaux facteurs mentionnés par l'audience de Love Nikki comme la poussant à continuer à jouer après avoir commencé sont la connexion avec autrui ressentie à travers le jeu, le plaisir procuré par le jeu et le sentiment d'être correctement récompensé par lui. Par suite, les joueurs sont d'autant plus prompt à dépenser de l'argent sur le jeu qu'ils se sentent connectés aux autres par le jeu, correctement récompensés en jeu par leur achat et que le prix à payer paraît justifié.
Toutes plateformes confondues, les différentes versions de Miracle Nikki et Love Nikki ont rapporté un total de plus de 140 millions de dollars. Pour la version occidentale de Love Nikki, une installation correspond à 5 dollars dépensés en moyenne. Fin 2019, 69% des revenus générés par le jeu étaient issus du marché international.

### L'audience féminine pour cible
Papergames est une des premières compagnies en Chine à créer des jeux à destination d'un public féminin. De plus, c'est le seul studio de développement à se concentrer exclusivement sur l'audience féminine, tandis que les autres ne la considèrent que comme une part de leur cible globale. Le marché est perçu comme ayant de l'avenir devant lui, les femmes ayant dépensé, en 2019, un total de 53,1 milliards de yuan dans des jeux en Chine. Pour autant, le marché est encore loin d'être saturé et conserve un large potentiel de développement.

## Produits dérivés

### Manga
Deux adaptations manga, inspirées du scénario du jeu, sont parues au Japon. Elles sont classées dans le genre Shōjo, c'est-à-dire qu'elles s'adressent, comme le jeu vidéo, à un public féminin.
La première est appelée Miracle Nikki (ミラクルニキ, Mirakuruniki) et est réalisée par Mika Sakurano, connue pour son travail sur le manga Be My Slave. Elle raconte différentes aventures de Nikki à travers Miraland. La série est prépubliée dans le Monthly Princess, magazine d'Akita Shoten, entre le numéro de novembre 2017 et le numéro de mars 2019. Les chapitres prépubliés sont ensuite compilés en trois volumes de mangas reliés, parus entre avril 2018 et avril 2019 au Japon.
La deuxième adaptation manga est appelée Mirakuruniki 〜 Nikki no o kigae daiarī 〜 (ミラクルニキ 〜ニキのおきがえダイアリー〜) en japonais et a été traduite en anglais sous le titre Love Nikki. Les dessins sont réalisés par Ichi Kotoko et l'œuvre contient des aventures de Nikki originales, différentes du scénario du jeu. Les chapitres sont initialement prépubliés dans les pages du Nakayoshi de Kōdansha entre juin 2018 et mai 2019, puis rassemblés en trois volumes reliés parus entre novembre 2018 et mai 2019. La traduction anglaise a été rendue accessible gratuitement sur le compte Facebook officiel de Love Nikki.

### Autres produits dérivés
De nombreux produits dérivés sont parus dans les pays asiatiques, tels que des parfums ou des cartes à collectionner. Deux livres anniversaire sont également réalisés par KADOKAWA au Japon, pour fêter le premier anniversaires de Miracle Nikki dans ce pays, respectivement le 8 décembre 2017 et le 21 décembre 2018. Ils contiennent notamment des artworks et histoires sur les différentes tenues et personnages du jeu,.

## Rencontres avec les joueurs

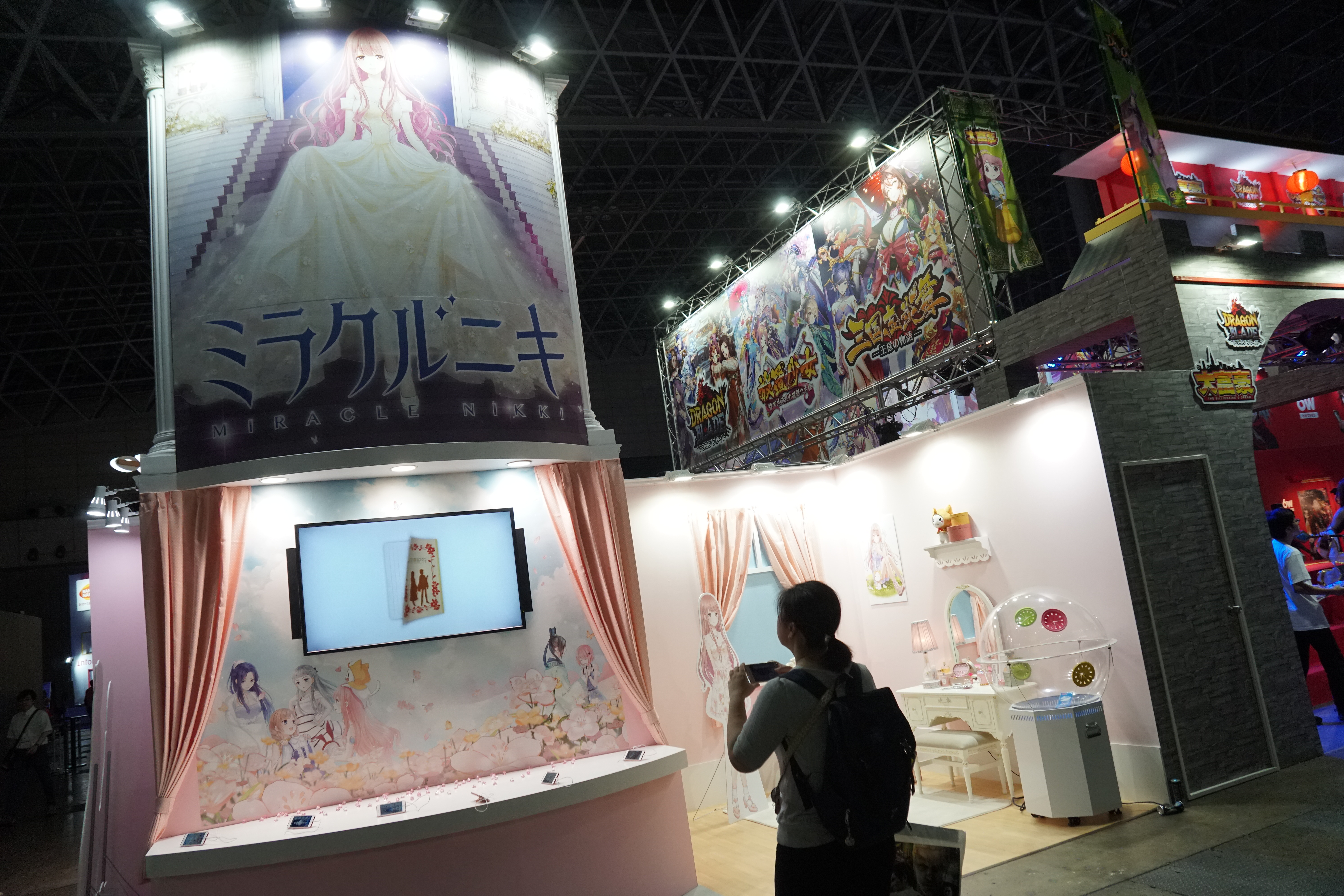
Stand Miracle Nikki au Tokyo Game Show 2017

Elex est présent à différents événements du jeu vidéo, principalement dans les pays asiatiques, pour faire la promotion de ses jeux. Ainsi, lors du Tokyo Game Show 2018, un stand est consacré à Miracle Nikki. Il contient une reproduction de la chambre de Nikki ainsi qu'une animation interactive : les visiteurs peuvent se prendre en photo et une tenue similaire à celle qu'ils portent, réalisée dans Miracle Nikki, apparaît sur un écran.
À l'occasion de l'anniversaire de ses quatre ans, Love Nikki s'est associé à la Fondation Eden pour faire plaisir à quinze « Slow Flying Angel » (litt. Ange Volant Lentement) de Taïwan, des enfants qui ont besoin de plus de temps que les autres pour se développer normalement. Chaque enfant a été associé à une joueuse de Love Nikki et ils ont passé la journée à peindre un T-shirt pour la fête des pères. Les vêtements ainsi réalisés sont tous ornés d'une aile d'ange, en référence au nom donné aux enfants par l'association. Ils seront ajoutés au jeu par la suite.